# Bothriembryon brazieri
Bothriembryon brazieri là một loài ốc nhiệt đới hô hấp trên cạn, là động vật thân mềm chân bụng có phổi sống trên cạn thuộc họ Orthalicidae. Đây là loài đặc hữu của Úc.